# Austin Luke
Austin Wade Luke (Rowlett, Texas, 27 de octubre de 1994) es un baloncestista estadounidense que pertenece a la plantilla del Donar Groningen de la Dutch Basketball League, la primera división neerlandesa. Con 1,90 metros de estatura, juega en la posición de base.

## Trayectoria deportiva

### Universidad
Jugó cuatro temporadas con los Bruins de la Universidad de Belmont, en las que promedió 6,1 puntos, 2,3 rebotes y 5,4 asistencias por partido. En sus dos últimas temporadas fue incluido en el mejor quinteto de la Ohio Valley Conference, tras liderar en ambas la clasificación de mejores pasadores de la conferencia.

### Profesional
Tras no ser elegido en el Draft de la NBA de 2018, firmó su primer contrato profesional en el mes de julio, al comprometerse con el BC VEF Riga de la liga de Letonia, pero apenas disputó seis partidos, en los que promedió 3,3 puntos y 4,5 asistencias.
El 6 de noviembre firmó con el VfL Kirchheim Knights de la ProA, la segunda división alemana.
En la temporada 2020-21, firma por el Yoast United de la Dutch Basketball League, la primera división neerlandesa.
En la temporada 2021-22, firma por el Donar Groningen de la Dutch Basketball League, la primera división neerlandesa.